# Thomas Biesemeyer
Thomas Biesemeyer (* 30. Januar 1989 in Plattsburgh, New York) ist ein US-amerikanischer Skirennläufer. Er wohnt in Keene, seine stärksten Disziplinen sind der Super-G und die Abfahrt.

## Biografie
Biesemeyer fuhr seine ersten FIS-Rennen im Dezember 2004. Nach mehreren Podestplätzen kam er im Februar 2007 erstmals im Nor-Am Cup zum Einsatz. Zu Beginn des Jahres 2008 gewann er seine ersten FIS-Rennen und in der Saison 2008/2009 erzielte er auch im Nor-Am Cup erstmals vordere Platzierungen. Bestes Saisonresultat war der dritte Platz im Super-G von Panorama am 15. Dezember 2008. Im März 2009 nahm er in Garmisch-Partenkirchen zum einzigen Mal an Juniorenweltmeisterschaften teil und belegte dabei Platz elf im Super-G und Rang 14 im Riesenslalom. Nach Saisonende wurde er in den B-Kader des US-Skiteams aufgenommen.
Vor Beginn der Saison 2009/2010 erlitt Biesemeyer im Training in Portillo einen Kreuzbandriss, weshalb er im gesamten Winter keine Wettkämpfe bestreiten konnte. Ende November 2010 nahm er in Lake Louise an seinen ersten Weltcuprennen teil, blieb aber ohne Punkte. Anschließend erreichte er im Nor-Am Cup zunächst zwei dritte Plätze, ehe er am 13. Dezember 2010 im Super-G von Panorama seinen ersten Sieg feierte. Mit zwei weiteren Siegen und insgesamt neun Podestplätzen entschied er in der Saison 2010/11 die Gesamtwertung für sich. Zudem erreichte er in allen Disziplinenwertungen – mit Ausnahme des Slaloms – einen Platz unter den besten drei.
Seit der Saison 2011/12 ist Biesemeyer vermehrt im Weltcup am Start. Erstmals in die Punkteränge fuhr er am 24. Februar 2012 mit Platz 30 im Super-G von Crans-Montana. Sein bislang bestes Weltcupresultat erzielte er am 27. Dezember 2016 mit Platz 8 in der Abfahrt von Gröden. Im Oktober 2020 gab er bekannt, eine Pause einlegen zu wollen. Sein letztes Rennen bestritt er im Dezember 2019 bei der Abfahrt in Bormio.

## Erfolge

### Weltmeisterschaften
- Schladming 2013: 13. Super-G
- St. Moritz 2017: 29. Abfahrt

### Weltcup
- 1 Platzierung unter den besten zehn

### Weltcupwertungen
| 2011/12 | 150.                                | 1                                   | –                                   | –                                   | 62.                                 | 1                                   |                                     |                                     |                                     |                                     |                                     |                                     |
| 2012/13 | 110.                                | 19                                  | –                                   | –                                   | 34.                                 | 19                                  |                                     |                                     |                                     |                                     |                                     |                                     |
| 2013/14 | verletzungsbedingt keine Ergebnisse | verletzungsbedingt keine Ergebnisse | verletzungsbedingt keine Ergebnisse | verletzungsbedingt keine Ergebnisse | verletzungsbedingt keine Ergebnisse | verletzungsbedingt keine Ergebnisse | verletzungsbedingt keine Ergebnisse | verletzungsbedingt keine Ergebnisse | verletzungsbedingt keine Ergebnisse | verletzungsbedingt keine Ergebnisse | verletzungsbedingt keine Ergebnisse | verletzungsbedingt keine Ergebnisse |
| 2014/15 | 142.                                | 6                                   | –                                   | –                                   | 49.                                 | 6                                   |                                     |                                     |                                     |                                     |                                     |                                     |
| 2015/16 | 103.                                | 37                                  | –                                   | –                                   | 34.                                 | 37                                  |                                     |                                     |                                     |                                     |                                     |                                     |
| 2016/17 | 84.                                 | 72                                  | 36.                                 | 28                                  | 28.                                 | 44                                  |                                     |                                     |                                     |                                     |                                     |                                     |
| 2017/18 | 83.                                 | 53                                  | 42.                                 | 17                                  | 28.                                 | 36                                  |                                     |                                     |                                     |                                     |                                     |                                     |
| 2018/19 | 136.                                | 9                                   | 54.                                 | 4                                   | 51.                                 | 5                                   |                                     |                                     |                                     |                                     |                                     |                                     |

### Nor-Am Cup
- Saison 2008/09: 8. Super-G-Wertung
- Saison 2010/11: 1. Gesamtwertung, 1. Super-Kombinations-Wertung, 2. Super-G-Wertung, 3. Abfahrtswertung, 3. Riesenslalomwertung
- Saison 2011/12: 5. Abfahrtswertung
- Saison 2014/15: 5. Abfahrtswertung
- Saison 2015/16: 5. Abfahrtswertung
- Saison 2018/19: 3. Abfahrtswertung
- 17 Podestplätze, davon 4 Siege:

| Datum             | Ort       | Land   | Disziplin         |
| ----------------- | --------- | ------ | ----------------- |
| 13. Dezember 2010 | Panorama  | Kanada | Super-G           |
| 17. Februar 2011  | Aspen     | USA    | Super-G           |
| 17. Februar 2011  | Aspen     | USA    | Super-Kombination |
| 19. März 2019     | Sugarloaf | USA    | Abfahrt           |

### Juniorenweltmeisterschaften
- Garmisch-Partenkirchen 2009: 11. Super-G, 14. Riesenslalom

### Weitere Erfolge
- 5 Podestplätze im Europacup, davon 1 Sieg
- 13 Siege in FIS-Rennen